# Parallelmarkt
In 1982 werd de Parallelmarkt opgericht door de Vereniging voor de Effectenhandel. De beurs werd geïntroduceerd met als doel kleine en jonge bedrijven een mogelijkheid te geven aandelenkapitaal aan te trekken. De Parallelmarkt heeft uiteindelijk twaalf jaar bestaan, voordat deze beurs op 1 oktober 1994 werd beëindigd. De Officiële Markt en de Officiële Parallelmarkt werden toen samengevoegd tot de AEX.
Op de Parallelmarkt werden fondsen toegelaten die niet aan de Officiële Markt stonden genoteerd. Onderscheid werd gemaakt tussen officieel toegelaten fondsen en niet-officieel toegelaten fondsen. De koersen van de officieel toegelaten fondsen werden dagelijks in een daartoe bestemde, vaste rubriek van de Officiële Prijscourant opgenomen; van niet-officieel toegelaten fondsen werden alleen koersen gepubliceerd voor zover een transactie had plaatsgevonden.
Door de minder strenge toelatingseisen was de Parallelmarkt aanvankelijk een groot succes. Zo hoefden genoteerden ondernemingen niet aan de regels van de Vereniging voor de Effectenhandel te voldoen. Al snel bleek dat de verlichte regelgeving ook aantrekkingskracht had op ondernemers met minder goede bedoelingen. Na schandalen bij onder andere Bobel, Newtron en Text-lite hadden zowel beursgangers als beleggers het vertrouwen in de Parallelmarkt verloren.
In 1997 kwam de Amsterdamse beurs opnieuw met een beurs voor jonge snelgroeiende ondernemingen, NMAX genaamd. Deze beurs moest het Nederlands tegenbeeld worden van de Nasdaq. Ook dit bleek geen succes nadat enkele genoteerde ondernemingen failliet gingen. Bij de stichting van Euronext in 2000 werd NMAX drie jaar na oprichting weer opgeheven. Inmiddels heeft Euronext sinds 2006 een nieuw platform voor kleine en middelgrote ondernemingen ontwikkeld onder de naam Alternext.